# Outreachy

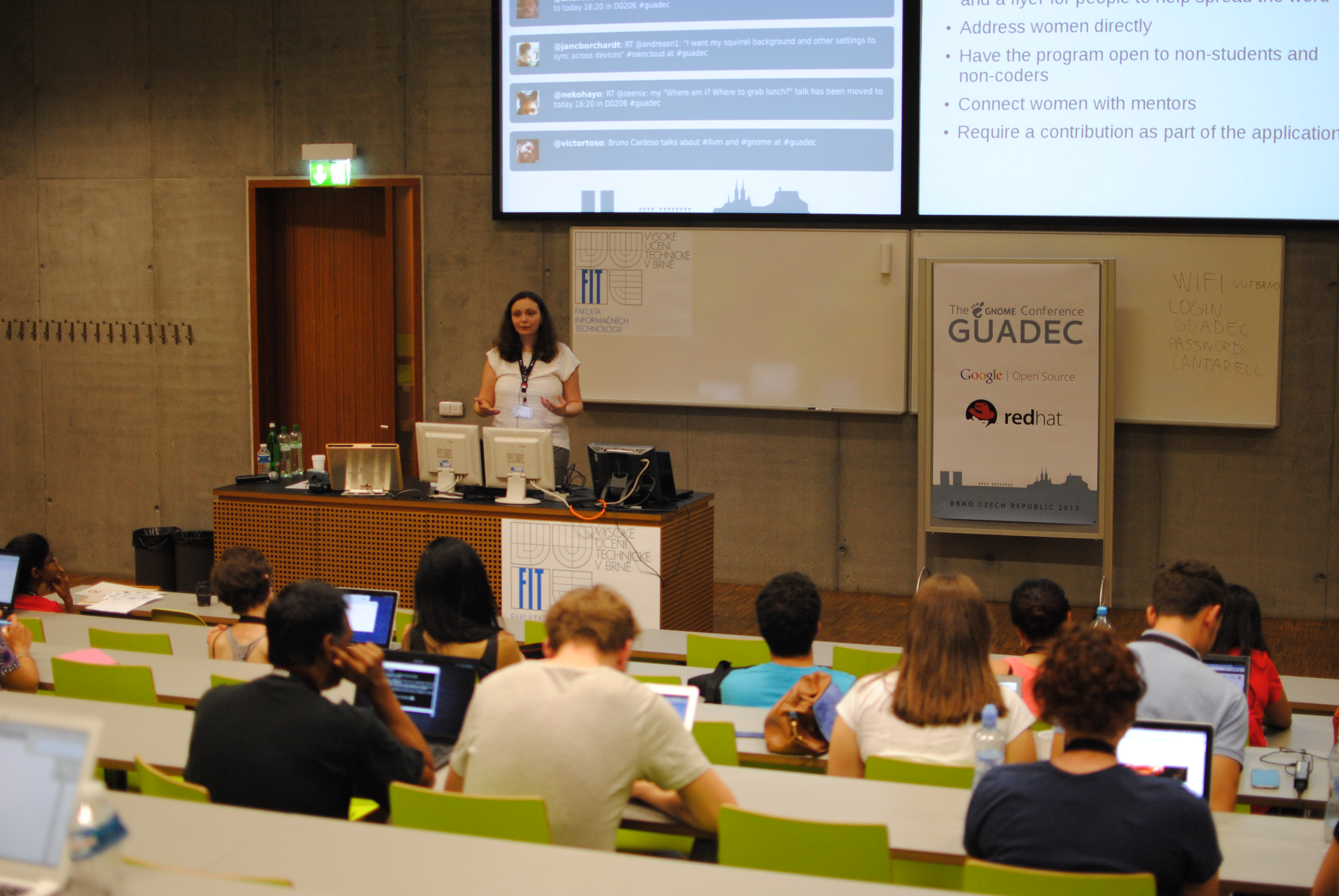
Marina Zhurakhinskaya présente le programme de sensibilisation pour les femmes au GUADEC, août 2013.

Outreachy (anciennement Free and Open Source Software Outreach Program for Women) est une initiative qui propose des stages rémunérés, d'une durée de trois mois, aux personnes généralement sous-représentées dans le milieu des logiciels libres et open source afin de promouvoir la diversité dans le mouvement open source. Ce programme, initialement organisé par le GNOME project (en) et la fondation GNOME, association qui soutient la bureautique libre, est repris par le Software Freedom Conservancy (en).
Le programme s'adresse aux femmes cisgenres et transgenres, aux personnes d'identités de genre minoritaires dans l'open source ainsi qu'aux personnes de tous genres, victimes de biais systémiques ou de discriminations dans leur pays. Par exemple, aux États-Unis, les personnes qui ont des identités ethno-raciales sous-représentées dans l'industrie technologique américaine. Les stages peuvent se concentrer sur la programmation, la conception, la documentation, le marketing...
Le programme est lancé en 2006, en proposant une série de stages destinés aux femmes travaillant dans l'environnement de bureau GNOME (qui fonctionne principalement sous Linux ). Il est relancé en 2010 avec des stages deux fois par an, en ajoutant des projets d'autres organisations à partir de 2012. À partir de 2014, ces séries de stages ont compté jusqu'à 16 organisations participantes, dont Mozilla et la Wikimedia Foundation. Le financement provient de la Fondation GNOME, de Google, des organisations participant aux stages, ainsi que d'autres entreprises de logiciels.

## Historique
Marina Zhurakhinskaya, crée en 2010, au sein de la fondation GNOME, le programme Outreach Program for Women (OPW) qui offre des places de stages rémunérées à des femmes pour qu'elles participent au projet GNOME. Elle construit une communauté de mentorat autour de personnes contribuant à GNOME, dont une grande partie travaille pour la société Red Hat. Le programme est ensuite ouvert à d'autres projets open source, et le succès de l'initiative dépassant les capacités managériales et financières de la fondation GNOME, il est transféré à la Software Freedom Conservancy (en) et change de nom pour devenir Outreachy,,.

## Destinataires du programme

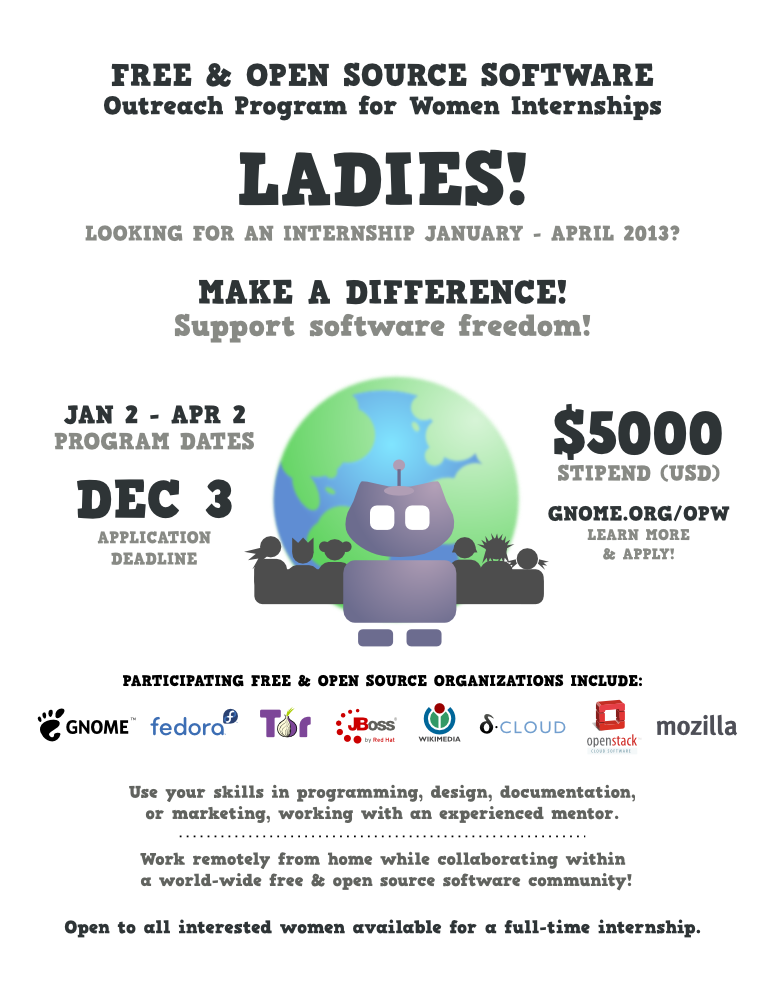
Dépliant promotionnel pour les stages de janvier à avril 2013.

L'objectif d'Outreachy est de « créer une boucle de rétroaction positive » qui encourage une plus grande participation des femmes dans les logiciels libres et open source. Il part du constat que les contributeurs à ces projets libres et open source ont principalement été des hommes. Le programme est similaire au Google Summer of Code, mais il n'est pas limité aux étudiants ou aux développeurs. Il est conçu pour être compatible avec les emplois du temps des étudiants, avec des stages en milieu d'année correspondant aux vacances d'été des étudiants de l'hémisphère nord, et des stages de fin d'année correspondant aux vacances d'été des étudiants de l'hémisphère sud.
Outreachy a identifié six capacités qui favorisent le succès des stagiaires : l'apprentissage, la communication, l'empathie, l'expérience professionnelle, la persévérance et la curiosité.
Le programme a démarré en accueillant uniquement des femmes, et il s'est élargi pour englober « toute personne ayant été désignée femme à la naissance et toute personne qui s'identifie comme une femme, non-binaire, genderfluid ou genderfree, indépendamment de la présentation du genre ou du sexe assigné à la naissance ». En décembre 2014, il s'est élargi aux participants du projet Ascend, de tout genre, un programme de formation pour les personnes issues d'autres groupes sous-représentés dans l'open source. Dès septembre 2015, Outreachy s'est ouvert aux « résidents et ressortissants des États-Unis, de tout genre, qui sont noirs / afro-américains, hispaniques / latins, amérindiens, natifs de l'Alaska, natifs d'Hawaï ou insulaires du Pacifique », en tant que personnes sous-représentées dans l'industrie technologique aux États-Unis.
Dans le cadre de la procédure de candidature, les postulants sont tenus de contribuer au projet auquel ils aimeraient participer. Les participants travaillent à distance, le stage inclut une allocation de voyage afin que les stagiaires rencontrent d'autres contributeurs en personne et ainsi renforcer leurs liens avec le projet. 

## Histoire

### Programme de sensibilisation d'été pour les femmes
En 2006, Hanna Wallach et Chris Ball ont constaté l'absence totale de femmes parmi les 181 postulants au programme de stages de GNOME avec Google Summer of Code. Ils ont alors décidé de lancer le programme de sensibilisation estivale pour les personnes féminines (WSOP) de GNOME, afin de les encourager à participer. Ils ont mis en place ce programme en à peu près un mois, en se concentrant sur les étudiantes en développement. Ils ont reçu 100 candidatures et en ont sélectionné six pour des stages, parrainées à parts égales par la Fondation GNOME et Google. Les étudiantes ont rapporté des expériences positives et ont continué à utiliser des logiciels libres et open source après le stage, mais beaucoup d'entre elles n'ont pas vu leur travail intégré dans la base de code principale.

### Programme de sensibilisation de GNOME pour les femmes
En 2009, la communauté GNOME a choisi de redémarrer le programme pour favoriser la contribution féminine à ses activités, en le rebaptisant Programme de sensibilisation GNOME pour les femmes. Le conseil d'administration de la Fondation GNOME a désigné Marina Zhurakhinskaya pour superviser l'organisation du programme, y compris la recherche de mentors. Les options de stage du programme ont été élargis pour intégrer des tâches non liées au codage, comme la documentation et la localisation, et le programme s'est ouvert aux candidates non étudiantes. Afin de maximiser les chances de réussite, le processus de candidature revisité incluait une amélioration de projet et l'organisation du stage a été modifiée pour qu'une série de tâches soit progressivement intégrées au projet principal. Après avoir restructuré le programme et trouvé des projets et des mentors intéressés au sein de GNOME, ils ont sélectionné huit stagiaires en novembre 2010.
Huit autres stagiaires, provenant de cinq continents, ont débuté en mai 2011. Parmi eux se trouvait Priscilla Mahlangu, une femme sud-africaine qui traduisait le logiciel de bureau GNOME en langue zoulou. Douze stagiaires ont démarré en novembre 2011, grâce au parrainage de Collabora (en), Google, Mozilla, Red Hat et la Fondation GNOME.
Lors de la session de mai 2012, le Software Freedom Conservancy s'est associée au programme en proposant un stage sur le projet Twisted, encadré par Jessica McKellar (en). Neuf autres stagiaires ont travaillé sur GNOME.

### Programme de sensibilisation aux logiciels libres et open source pour les femmes

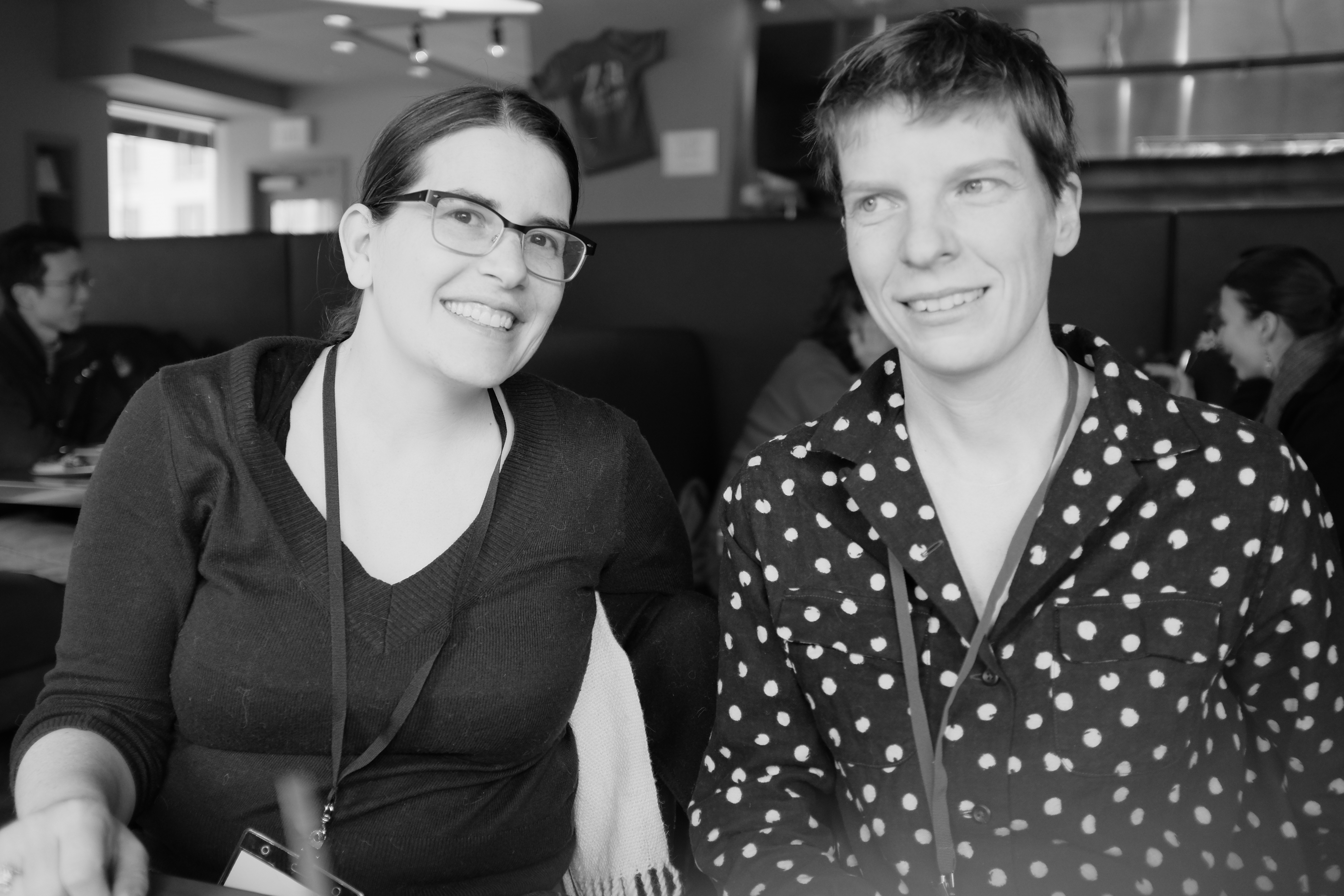
Karen Sandler avec une étudiante Outreachy à LibrePlanet.

La session de janvier 2013, rebaptisé Free and Open Source Software Outreach Program for Women, s'est élargi pour offrir 25 stages au sein de 10 organisations (Deltacloud (en), Fedora, GNOME, JBoss, Mozilla, Open Technology Institute (en), OpenITP, OpenStack, Subversion, et la Fondation Wikimedia), avec la directrice exécutive de la Fondation GNOME, Karen Sandler (en), rejoignant Zhurakhinskaya pour organiser le programme.
Les stages de juin 2013 comprenaient sept stagiaires contribuant au noyau Linux, travaillant par exemple sur la parallélisation du processus de démarrage x86. Dirigées par Sage Sharp, contributeur du noyau, qui a trouvé des mentors et des projets pour les stagiaires, elles ont apporté des contributions significatives à la version 3.11 du noyau. Cette session a accueilli 37 stagiaires travaillant avec 16 organisations. La session suivante débutant en décembre 2013 a compté 30 stagiaires travaillant avec 8 organisations.
En avril 2014, la Fondation GNOME a suspendu temporairement les dépenses non indispensables à cause d'un déficit budgétaire lié au Programme de Sensibilisation pour les Femmes ; les stagiaires étaient rémunérés selon un calendrier qui était parfois en avance sur l'arrivée des paiements des organisations de parrainage. Ce problème était lié à la croissance rapide du programme, et la Fondation a affirmé qu'elle relancerait le suivi auprès de ces organisations et prendrait d'autres mesures pour résoudre le problème. Les notes de réunion du conseil d'administration de la Fondation GNOME de juin 2015 montrent que le problème a été résolu avec la collecte de tous les paiements en suspens.
La session de mai 2014 a réuni 40 stagiaires et 16 organisations.
La session de décembre 2014 était ouverte aux participants du projet Ascend, quel que soit leur genre, un programme de formation pour les personnes issues de groupes sous-représentés dans l'open source.

### Outreachy
En février 2015, le programme a annoncé son changement de nom pour devenir Outreachy, et la gestion du programme a été confiée au Software Freedom Conservancy, avec la Fondation GNOME intervenant comme partenaire.

## Effets du programme

### Effets auto-revendiqués
Selon le projet GNOME, le programme a amélioré les recrutements et la fidélisation de ses contributrices féminines. En avril 2011, il a annoncé que sa version 3.0 « comportait plus de contributions féminines que toute version antérieure, une hausse que le projet attribue [à] son nouveau programme de stages ». En novembre 2011, il a indiqué que le programme avait aussi contribué à l'inscription de sept femmes dans son programme Google Summer of Code cette année-là, contre une ou aucune les années précédentes. Lors de la conférence annuelle du projet, GUADEC, 17% des stagiaires en 2012 étaient des femmes, « par rapport à seulement 4% (6 femmes) parmi les participants affiliés à GNOME trois ans auparavant lors du Desktop Summit 2009 ». En juin 2013, la co-organisatrice du programme Marina Zhurakhinskaya a affirmé que la moitié des 41 stagiaires avaient continué à contribuer à GNOME après leurs stages, dont cinq devenus des mentors pour le programme.

### Points de vue des participantes
Interrogées dans le cadre d'une recherche sur les programmes de mentorat en technologie, d'anciennes participantes d'Outreachy indiquent que le programme a contribué à les doter d'expérience professionnelle et à étendre leur réseau (tout en exprimant souhaiter encore davantage de réseau).

### Reconnaissances externes et officielles
La Fondation Wikimedia a affirmé que la collaboration avec le programme de sensibilisation pour les femmes et Google Summer of Code a permis au projet d'élaborer des ressources plus efficaces pour les nouveaux venus sur Wikimedia en général, y compris de la documentation plus complète et des listes de projets appropriés pour les nouveaux arrivants.
En 2013, Bruce Byfield (en) s'est exprimé en disant : « Déjà, le programme pourrait prétendre être le programme FOSS le plus réussi jamais réalisé pour les femmes. »  En mars 2014, la Free Software Foundation a décerné au programme son prix annuel pour les projets d'intérêt social dans le cadre des FSF Free Software Awards, affirmant que le programme effectue un « travail important », « luttant contre la discrimination de genre en donnant aux femmes les moyens de développer des compétences en leadership et en développement dans une société qui fonctionne grâce à la technologie ».
Pour expliquer ce qui a rendu le programme efficace, Zhurakhinskaya a affirmé : « Il suffit simplement de dire que les femmes sont les bienvenues dans votre projet, car cela envoie un message en soi. De plus, vous voulez que des personnes spécifiques avec qui elles peuvent entrer en contact pour réaliser leur premier correctif et poser des questions ». 
En juin 2015, un coordinateur Outreachy et contributeur du réseau Linux, Sage Sharp, a reçu un prix Red Hat Women in Open Source pour « ses efforts contribuant à améliorer les communications et à inviter les personnes de sexe féminin dans les communautés open source »,. Un mois plus tard, la co-organisatrice du programme Marina Zhurakhinskaya a reçu un O'Reilly Open Source Award pour son travail sur Outreachy .